# Сташевский, Станислав Телисфорович
Станислав Телисфорович Сташевский (укр. Станіслав Телісфорович Сташевський; род. 10 марта 1943, село Марьяновка, Васильковский район, Киевская область, УССР, СССР) — украинский политик и государственный деятель. Бывший министр топлива и энергетики Украины (2001), народный депутат Украины (2002—2005, 2006—2007), первый вице-премьер-министр Украины (2005—2006).

## Образование
С 1966 в 1972 года учился в Киевском политехнический институт по специальности инженер-электрик.
Кандидат технических наук. Диссертация «Организация городского строительства в рыночных условиях (на примере жилищного строительства в городе Киеве)» (Киевский национальный университет строительства и архитектуры, 1999).

## Трудовая деятельность
- С сентября 1960 — ученик ТУ № 2 энергетиков СМУ-1 треста «Киевэлектромонтаж».
- С марта 1962 — электромонтажник СМУ № 1 треста «Киевэлектромонтаж» Главкиевгорстроя.
- С ноября 1962 — служба в армии.
- С октября 1965 — электромонтажник, мастер, прораб, старший прораб, главный инженер, начальник СМУ № 1 треста «Киевэлектромонтаж» Главкиевгорстроя.
- С декабря 1979 — заместитель руководителя, главный инженер треста «Киевэлектромонтаж» Главкиевгорстроя.
- С марта 1987 — заместитель начальника Главкиевгорстроя при Киевском горисполкоме.
- С мая 1992 — первый вице-президент государственной строительной коммунальной корпорации «Киевгорстрой».
- С марта 1996 — первый вице-президент холдинговой компании «Киевгорстрой».
- С июня 1998 — депутат Киевского городского совета.
- Октябрь 1996 — март 2001 — первый заместитель председателя Киевской городской государственной администрации. Председатель комиссии по вопросам инвестиционной деятельности на территории города Киева. Возглавлял работу по разработке нового Генплана Киева.
- 6 марта — 19 ноября 2001 — министр топлива и энергетики Украины[1][2].
- 27 сентября 2005 — 4 августа 2006 — первый вице-премьер-министр Украины[3]. Представитель Украины в Экономическом совете СНГ (с февраля 2006).
- Март 2008 — март 2010 — советник Премьер-министра Украины Юлии Тимошенко.

Бывший член партии «Единство» и Народный Союз «Наша Украина».
Действительный член Академии строительства Украины.
Увлекается теннисом и верховой ездой.

## Семья
Украинец. Жена Инна Александровна (1941) — физик-ученый. Дочь Ирина (1966) — директор средней школы № 177 города Киева.

## Награды и государственные рангах
Заслуженный строитель УССР (с августа 1990). Ордена «За заслуги» III (октябрь 1995), II (декабрь 1997), I степеней (август 1999). Почётная грамота Кабинета Министров Украины (март 2001, август 2004). Ордена Святого равноапостольного князя Владимира Великого III, II степеней, Архистратига Михаила.
Государственный служащий 1-го ранга (с февраля 2002).